# موتو موريني
موتو موريني هي شركة إيطالية مصنعة للدراجات النارية. تأسست في 1937 في بولونيا بواسطة ألفونسو موريني. يقع مقرها في ميلانو.

## منتجاتها
- موتو موريني كورسارو 1200
- موتو موريني غرانباسو 1200
- موتو موريني دارت

## وصلات خارجية
- الموقع الرسمي